# Edu Manga
Edu Manga (n. 2 februarie 1967, Osasco, São Paulo, Brazilia) este un fost fotbalist brazilian.
Între 1987 și 1989, Edu a jucat 10 meciuri pentru echipa națională a Braziliei.

## Statistici
| Brazilia | Brazilia | Brazilia |
| An       | Meciuri  | Goluri   |
| -------- | -------- | -------- |
| 1987     | 2        | 0        |
| 1988     | 3        | 0        |
| 1989     | 5        | 0        |
| Total    | 10       | 0        |